# 大阿拉布希农村居民点
大阿拉布希农村居民点（俄语：Большеалабухское сельское поселение）是俄罗斯联邦沃罗涅日州格里巴诺夫斯基区所属的一个农村居民点。其下辖有3个居民点，行政中心为大阿拉布希。据2016年统计，该农村居民点的人口为708人。